# Historia de la extrema derecha en Francia
La historia de la extrema derecha en Francia remonta sus orígenes al mismo momento de la distinción del espectro político entre izquierda y derecha, es decir, a la Revolución francesa de 1789. 

## Contrarrevolucionarios y legitimistas

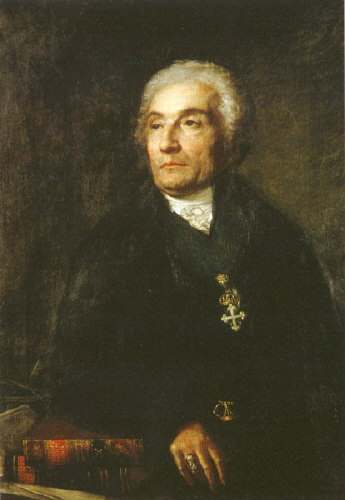
Joseph de Maistre (1810). Teórico reaccionario que, como Bonald y Chateaubriand, justificó la restauración en Francia.

Los primeros representantes de esta tendencia, denominados también reaccionarios por su oposición a la revolución (Louis de Bonald, Joseph de Maistre, etc.) cuya ideología podría traducirse políticamente en el movimiento ultrarrealista que impuso el Terror Blanco tras la Restauración. La Chambre introuvable dominada por ellos y, después, la Chambre retrouvée de Jean-Baptiste de Villèle que aprobó la Ley sobre el sacrilegio de 1830, pertenece a este grupo ultra plus royaliste que le roi (más realista que el rey). Tras la Revolución de 1830, este grupo será representado por los legitimistas.

## La Tercera República de 1871 a 1914
El Caso Dreyfus (1894-1906) fue un punto de inflexión en la historia política de Francia y en la Tercera República, establecida tras la Guerra Franco-Prusiana de 1870, período que subsistió tras la Primera Guerra Mundial hasta 1940.

### La crisis del 16 de mayo de 1877
Tras la derrota de la Comuna de París (1871), las elecciones dieron como resultado una mayoría monarquista, dividida entre legitimistas y orleanistas, que concibieron las instituciones republicanas creadas por la caída de Napoleón III en 1870 como un Estado transitorio. Hasta la crisis del 16 de mayo de 1877, el movimiento realista dominó la legislatura, creando la paradoja de una república gobernada por antirrepublicanos. Los diputados realistas apoyaron a Patrice de Mac-Mahon, un monarquista declarado del partido legitimista, como presidente de la República. Estaba previsto que su mandato durara siete años, el tiempo necesario para encontrar un compromiso entre las dos familias realistas rivales.
En 1873, un plan para reponer en el trono a Enrique conde de Chambord, cabeza de la rama borbónica apoyada por los legitimistas, fracasó debido a la intransigencia del Conde. Se suponía que el presidente MacMahon debía llevarlo a la Asamblea Nacional para que sea aclamado como rey; sin embargo, el propio Conde de Chambord rechazó este plan por el "manifiesto de la bandera blanca" del 5 de julio de 1871, reiterado por una carta del 23 de octubre de 1873, en la cual explicaba que en ningún caso abandonaría la bandera blanca, símbolo de la monarquía (junto con la flor de lis), a cambio de la bandera tricolor republicana. Entonces, la decisión de Chambord frustró las esperanzas de una rápida restauración de la monarquía.
En 1875, el republicano moderado Adolphe Thiers, conocido como el "represor de la Comuna", aceptó pragmáticamente la República, y votó junto con los republicanos Jules Ferry y Léon Gambetta a favor de las leyes constitucionales del nuevo régimen. El año siguiente, las elecciones dieron una amplia mayoría a los republicanos en la Asamblea, aunque los monárquicos retenían la mayoría en el Senado por un solo voto. Con un presidente realista, el conflicto era inevitable.
La crisis del 16 de mayo de 1877 fue ocasionada por el presidente realista Mc Mahon, quien destituyó al republicano moderado y presidente del Consejo Jules Simon, llevando a un conflicto entre el poder ejecutivo y el legislativo por una parte, pero también a uno entre los partidarios de la monarquía y los republicanos. MacMahon disolvió la Asamblea, pero las nuevas elecciones dieron una mayoría aplastante a los republicanos. El presidente dimitió en 1879: los republicanos habían ganado y quedaba establecida la naturaleza parlamentaria del régimen. Esto fue confirmado por el brindis del cardenal Lavigerie a favor de la participación de católicos en la república.
Pocos años más tarde, las leyes Jules Ferry de 1881-82 implementaron la educación gratuita, obligatoria y laica. Estas leyes sobre la educación pública fueron un paso crucial para establecer firmemente la Tercera República Francesa. En 1883, falleció el Conde de Chambord, lo que llevó a varios orleanistas a seguir los pasos de Adolphe Thiers y aceptar la República. Únicamente los legitimistas permanecieron en la oposición anti-republicana.

### Crisis Boulangista
El poeta Paul Déroulède creó en 1882 la antisemita Ligue des patriotes (Liga de los patriotas) que, en principio se centraba en abogar por la revancha por la derrota francesa durante la Guerra Franco-Prusiana. Durante la crisis boulangista, Déroulède cooptó la Liga en apoyo al general Boulanger, alienando a muchos miembros republicanos. Tras el exilio de Boulanger en 1889, la Liga fue suprimida por el gobierno francés. 

### ElAffaire Dreyfusy la formación deAction Française
En 1894, un oficial francés judío, Alfred Dreyfus, fue arrestado acusado de traición y de trabajar para el servicio de inteligencia del Imperio Alemán. El Caso Dreyfus proveyó una de las líneas divisorias en Francia. El nacionalismo, que había sido antes del Caso Dreyfus una ideología de izquierda y republicana, luego del mismo se convirtió en una de derecha o, incluso, de extrema derecha.

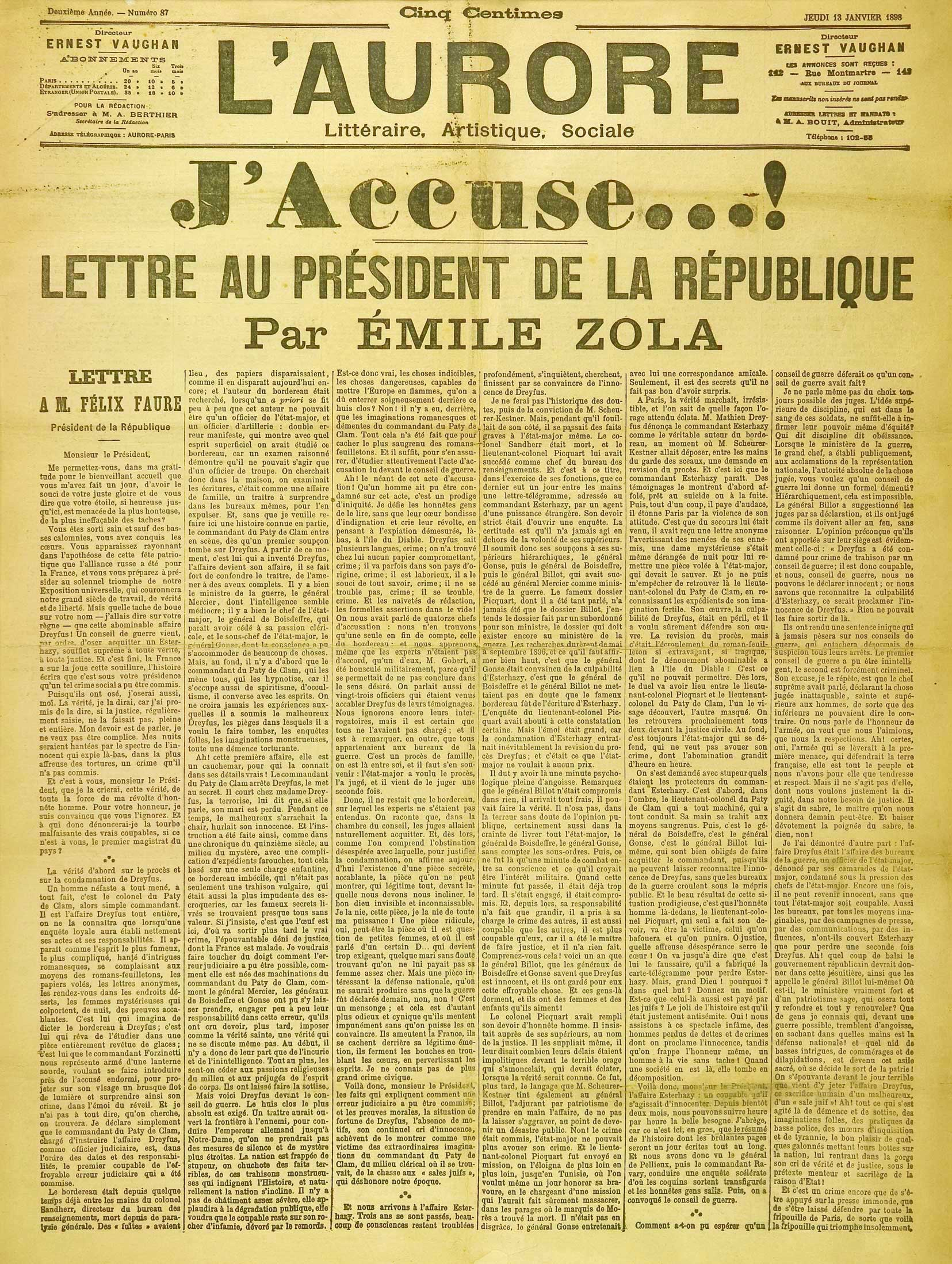
Portada del periódico L'Aurore del 13 de enero de 1898, con la carta J’accuse…!, escrita por Émile Zola.

Émile Zola entró en la escena política como el primer "intelectual" de la historia, es decir, como la primera figura que proviniendo del campo de la cultura se otorgaba a sí mismo el papel de conciencia crítica de la sociedad a través de los medios de comunicación (en ese momento, la prensa), con su trascendental e impactante artículo J’accuse…! (Yo Acuso), mientras que la izquierda y derecha se oponía mayormente sobre las cuestiones del militarismo, nacionalismo, justicia y derechos humanos. Hasta entonces, el nacionalismo había sido una ideología republicana de derecha, en relación con la Revolución francesa y las guerras revolucionarias; era un nacionalismo liberal, formulado en la definición de la nación de Ernest Renan como un "plebiscito diario" y como formado por el subjetivo "deseo de vivir juntos". Relacionado con el "revanchismo" (el deseo beligerante de tomar venganza contra Alemania y de retomar el control de Alsacia y Lorena) el nacionalismo podía entonces oponerse a veces al imperialismo. Por tanto, en la década de 1880, un debate se contrapuso a quienes se oponían al "lobby colonial", como Georges Clemenceau (radical), quien declaró que el colonialismo desviaba a Francia de la "línea azul de los Vosgos" (refiriéndose a Alsacia y Lorena), Jean Jaurès (socialista) y Maurice Barrès (nacionalista), en contra de Jules Ferry (republicano moderado), Léon Gambetta (republicano) y Eugène Etienne, el presidente del grupo colonial parlamentario.
Pero, en medio del Caso Dreyfus, apareció una nueva derecha, y el nacionalismo fue reapropiado por la extrema derecha que lo convirtió en una forma de nacionalismo étnico mezclado con antisemitismo, xenofobia, anti-protestantismo y antimasonería (con el tiempo llegó a formularse la teoría de la Conspiración Judeo-Masónico-Comunista-Internacional). Charles Maurras (1868-1952), fundador del "integralismo" (o "nacionalismo integral"), creó el término Anti-France (Anti-Francia) para estigmatizar a los "extranjeros internos" o a los cuatro estados confederados de Protestantes, Judíos, Masones y extranjeros (siendo mucho menos correcta la palabra real utilizada para estos últimos: metecos). Unos cuantos años más tarde, Maurras se uniría a la monárquica  Action française, creada por Maurice Pujo y Henri Vaugeois en 1898. Maurras, quien era agnóstico, encabezó un renacimiento monarquista y católico. Concibió pragmáticamente la religión como una ideología útil para unificar la nación. La mayor parte de los católicos franceses era de tendencia conservadora. Por otra parte, la mayoría de los protestantes, judíos y ateos pertenecía a la izquierda política. Desde entonces, la concepción de los republicanos era, por el contrario, que solo el secularismo del Estado podía reunir pacíficamente a la diversidad de tendencias religiosas y filosóficas para evitar cualquier retorno a las guerras de religión. Además, los curas católicos eran vistos por los republicanos como la principal fuerza reaccionaria, pues entre ellos se había extendido bastante el anticlericalismo. Las leyes Ferry sobre la educación pública habían sido un primer paso para que la República extirpara la influencia del clero, lo que sería completado por la ley de 1905 sobre la separación Iglesia-Estado.

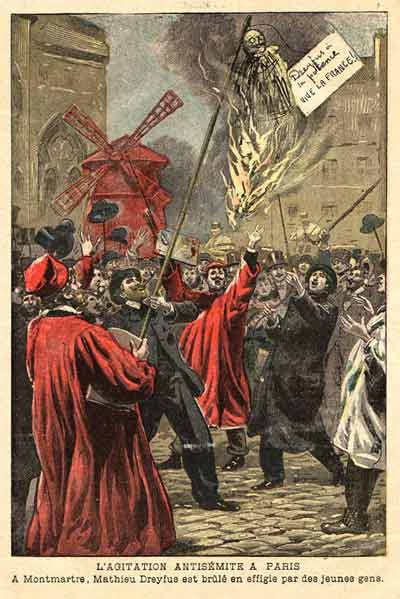
Disturbios antisemitas en un grabado de la Petit Parisien.

La Action française, primero fundada como una revista, fue la matriz de un nuevo tipo de derecha reaccionaria que sigue existiendo hoy en día. La Action Française fue bastante influyente en la década de 1930, en particular a través de su organización juvenil, los Camelots du Roi, fundada en 1908, que se involucraba en muchos conflictos callejeros. Entre los miembros de los Camelots du Roi, se encuentran figuras tales como el escritor católico Georges Bernanos o Jean de Barrau, miembro del comité director de la Federación Nacional y secretario particular del duque de Orléans (1869-1926), el hijo del orleanista Felipe, conde de París y por tanto heredero orleanista al trono de Francia. Muchos miembros de la Organisation de l'Armée Secrète (OAS), grupo terrorista que actuó durante la Guerra de Argelia (1954-62), formaban parte del movimiento monarquista. Jean Ousset, secretario personal de Maurras, creó la Cité catholique, organización de católicos tradicionalistas que podía incluir a miembros de la OAS y fundó una rama en Argentina en los años 1960s.
Además de la Action française, existían en Francia varias ligas de extrema derecha surgidas en la década de 1880. La mayor parte de estas ligas eran antisemitas y representaban la nueva tendencia de la derecha, compartiendo rasgos tales como el antiparlamentarismo, militarismo, nacionalismo y la propensión a las peleas callejeras. El poeta nacionalista Paul Déroulède creó en 1882 la anteriormente mencionada Ligue des patriotes (Liga de los patriotas). Junto con Jules Guérin, el periodista Édouard Drumont creó la Liga Antisemita de Francia en 1889. También antimasónica, la Liga se convirtió a inicios del siglo XX en el Gran Occidente de Francia, un nombre elegido como reacción contra la logia masónica Gran Oriente de Francia. 
La mayor parte de las ligas de extrema derecha aparecidas durante el Caso Dreyfus desaparecieron antes de la Primera Guerra Mundial, pero volverían a escena en el período de entreguerras.

## Período de Entreguerras

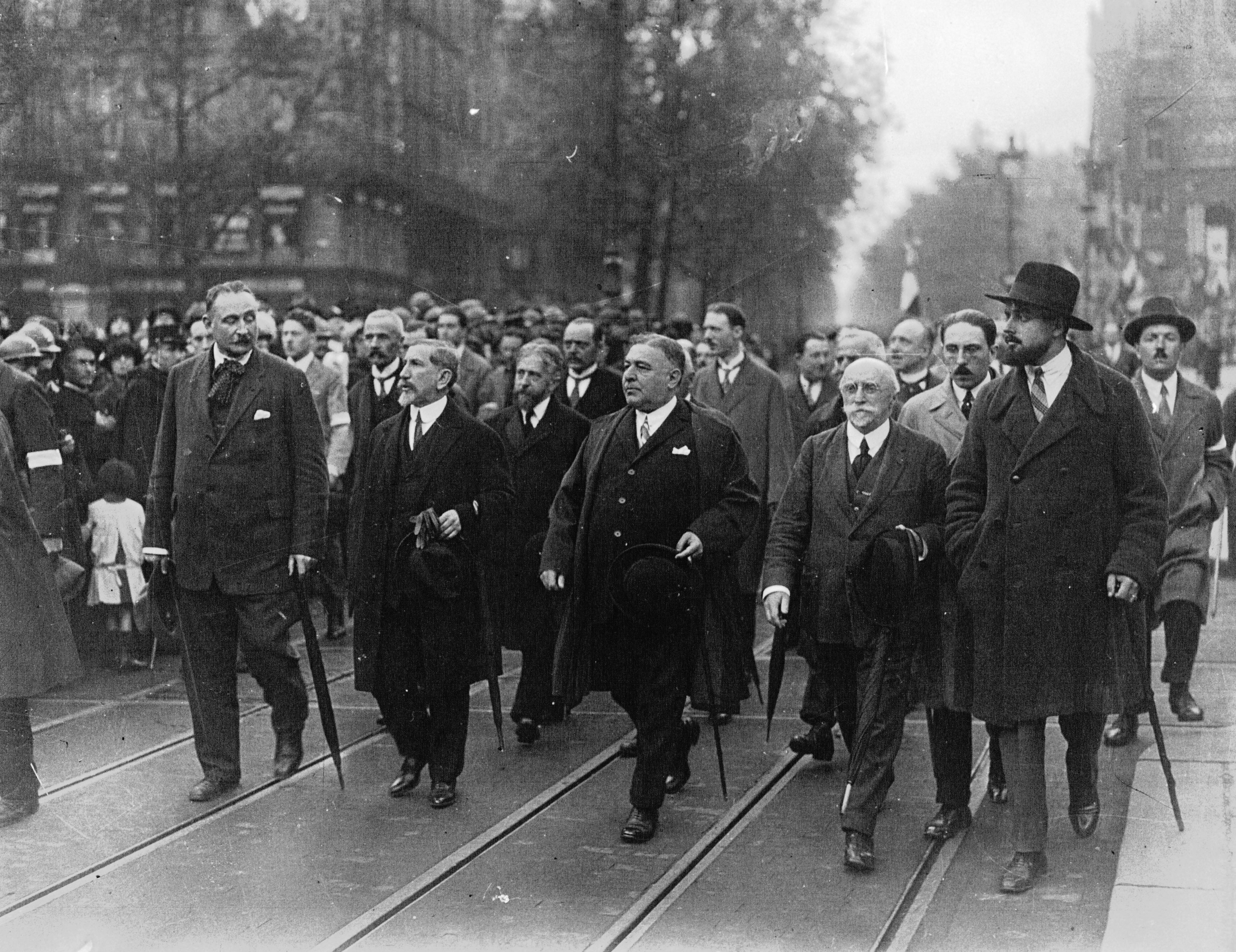
Los líderes de Action Française en 1927.

Durante el período de entreguerras, la Action française (AF) y su milicia juvenil, los Camelots du Roi, fueron muy activos, en particular en el Quartier Latin de París. Además de la AF, se formaron varias ligas de extrema derecha que se opusieron a ambos gobiernos de coalición de izquierdas (Cartel des gauches). Pierre Taittinger formó entonces los Jeunesses Patriotes («Jóvenes Patriotas», 1924), que imitó el estilo fascista, aunque no pasó de ser un movimiento autoritario tradicional. Al año siguiente, Georges Valois creó Le Faisceau («El Fascio»), claramente inspirado en el movimiento italiano de Benito Mussolini.

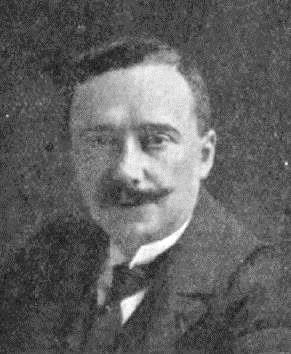
Georges Valois fue el fundador de Le Faisceau.

Por último, en 1933, el año de ascenso al poder de Adolf Hitler, el rico perfumista François Coty fundó Solidarité française (Solidaridad francesa) y Marcel Bucard formó el Francisme (francismo) con financiamiento de Mussolini. Otra liga importante fue la Croix de Feu (Cruz de Fuego) de François de La Rocque, que formó la base del Parti Social Français (Partido Social Francés, PSF), el primer partido político de masas de la derecha francesa.
Además de las ligas, un grupo de neosocialistas (Marcel Déat, Pierre Renaudel, etc.) fueron excluidos en noviembre de 1933 del partido socialista francés (SFIO) debido a sus posturas revisionistas y su admiración por el fascismo. Déat se convertiría en uno de los más ardientes colaboracionistas durante la Segunda Guerra Mundial.

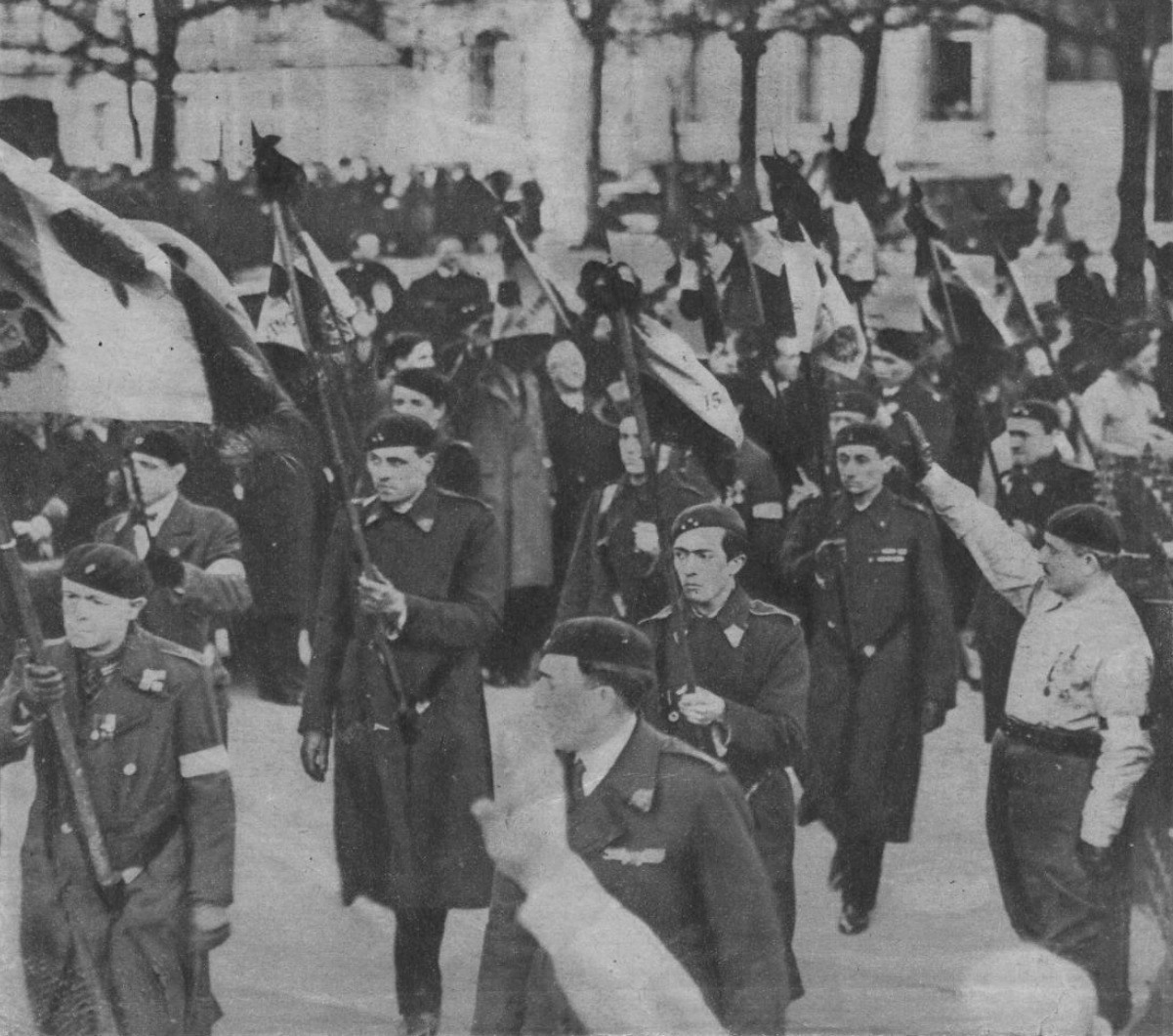
Manifestación fascista en París en 1934.

Las ligas de extrema derecha organizaron motines que llevaron a la caída del segundo Cartel de las izquierdas. Estas ligas fueron disueltas el 18 de enero de 1936 por el gobierno del Frente Popular.
Otras figuras importantes de los años 1930 fueron Xavier Vallat, quien llegó a ser Comisario General para Asuntos Judíos en el régimen de Vichy, y miembros del grupo terrorista La Cagoule, tales como Eugène Deloncle, Eugène Schueller (propietario de la firma cosmética L'Oréal), Jacques Corrèze y Joseph Darnand, más tarde fundador del Service d'ordre légionnaire (Servicio de orden legionario, que actuó como milicia durante el régimen de Vichy), entre otros. Para obtener armas de la Italia fascista, el grupo asesinó a dos italianos antifascistas, los hermanos Rosselli, el 9 de junio de 1937, y sabotearon aeroplanos abastecidos clandestinamente por el gobierno francés a la República Española. También intentaron un golpe de Estado contra el gobierno del Frente Popular, elegido en 1936. Este intento llevó a diversos arrestos en 1937, ordenados por el ministro del Interior Marx Dormoy, durante los cuales la policía decomisó explosivos y armas militares, incluyendo antitanques.

## Cuarta República y la Guerra de Argelia
La Organisation de l'armée secrète (OAS) fue creada en Madrid por militares franceses opuestos a la independencia de Argelia. Muchos de sus miembros participarían más tarde en varios conflictos alrededor del mundo, apoyando a los bandos anticomunistas. Algunos, por ejemplo, se unieron al grupo fundamentalista Cité catholique y fueron a Argentina, donde entraron en contacto con el Ejército Argentino (véase Terrorismo de Estado). Jean Pierre Cherid, antiguo miembro de la Organisation de l'Armée Secrète, participó en la Masacre de Montejurra contra carlistas de izquierda. Luego, fue parte del grupo paramilitar GAL y participó en el asesinato de Argala, uno de los miembros de ETA que asesinó al primer ministro franquista Luis Carrero Blanco en 1973.
Jean-Louis Tixier-Vignancour fue el candidato de la extrema derecha en las elecciones presidenciales francesas de 1965. Su campaña fue organizada por Jean-Marie Le Pen. Charles de Gaulle dijo de Tixier-Vignancourt: "Tixier-Vignancour, eso es Vichy, el colaboracionimo orgulloso de sí mismo, la Milicia, la OAS".
Durante esta época Jorge Verstrynge era afín al neofascismo francés.

## Quinta República
Jean-Marie Le Pen fundó el partido político Front National (Frente Nacional, FN) en 1972, junto con el antiguo miembro de la Organisation de l'armée secrète Jacques Bompart, el antiguo colaboracionista Roland Gaucher, François Duprat que introdujo la tesis negacionista en Francia, así como otros nostálgicos del régimen de Vichy y católicos tradicionalistas. Le Pen se presentó a las elecciones presidenciales francesas de 1974, obteniendo un 0,74% de los votos. El ascenso electoral del FN no empezó hasta la victoria de Jean-François Stirbois en 1983 en Dreux. El FN se hizo más fuerte a lo largo de la década de 1980, logrando unificar la mayoría de las tendencias de extrema derecha y aprobando alianzas con la derechista Agrupación por la República (RPR), mientras que algunos miembros del FN dejaron el partido para unirse al RPR o a la Unión para la Democracia Francesa (UDF). En las elecciones legislativas de 1986, el FN logró obtener 35 escaños, sumando el 10% de los votos.
Mientras tanto, otras tendencias de extrema derecha se reunieron en el think-tank Nouvelle Droite (Nueva Derecha) de Alain de Benoist, con una línea pro-europea. Algunos partidarios de la tendencia radical "revolucionaria nacional" renunciaron al FN para formar otros partidos menores, tales como el Partido de Nuevas Fuerzas (PFN) y el Partido nacionalista francés y europeo (PNFE).

### Las relaciones de la Tercera posición francesa con el Frente Nacional
Mark Frederiksen, un activista de Argelie Française, creó en abril de 1966 un grupo neonazi denominado Fédération d'action nationaliste et européenne (Federación de acción nacionalista europea, FANE). El FANE cuenta como máximo con un centenar de activistas, incluyendo a miembros tales como Luc Michel, actualmente líder del Parti communautaire national-européen (Partido comunitario nacional-europeo), Jacques Bastide, Michel Faci, Michel Caignet y Henri-Robert Petit, un periodista y antiguo colaboracionista que dirigió el periódico Le Pilori bajo el régimen de Vichy. La FANE mantuvo contactos internacionales con el grupo británico League of Saint George (Liga de San Jorge).
Disuelta en septiembre de 1980 por el gobierno de Raymond Barre, se recreó, para volver a ser disuelta, esta vez por el gobierno de Laurent Fabius en 1986. Por tercera vez tuvo que ser disuelta, por el gobierno de Jacques Chirac en 1987, bajo cargos de manifestaciones violentas organizadas por este movimiento, que tiene como uno de sus objetivos expresados el establecimiento de un nuevo régimen nazi... la organización paramilitar de su asociación y sus incitaciones a la discriminación racial.
En 1974, la FANE junto con el Frente Nacional de Jean-Marie Le Pen se reunieron en torno a François Duprat y los Grupos Nacionalistas Revolucionarios (GNR) de Alain Renault, los que representaron la tendencia nacionalista revolucionaria del FN. Pero, en 1978, miembros neonazis del GNR-FANE rompieron de nuevo con el FN, llevándose con ellos a parte de los miembros del FNJ (organización juvenil del Frente Nacional). Por otra parte, activistas del GNR cercanos a la Tercera posición, tales como Jacques Bastide y Patrick Gorre, se unieron a Jean-Gilles Malliarakis para fundar el 11 de febrero de 1979 el Movimiento Nacionalista Revolucionario, que se convirtió en la Troisième Voie (Tercera Vía) en 1985.
Tras su breve paso al Frente Nacional, Mark Fredriksen creó los Faisceaux nationalistes européens (FNE) en julio de 1980. En 1987, este grupo se fusionaría con el Movimiento nacional y social étnico y, en enero de 1994, con el Partido Nacionalista Francés y Europeo, que reunía asimismo a miembros del Frente Nacional.
Disuelto en septiembre de 1980 por el gobierno de Raymond Barre, el grupo de Fredriksen fue nuevamente creado, aunque fue de nuevo disuelto en 1985 por el gobierno de Laurent Fabius. Finalmente, fue disuelto por tercera vez en 1987 por el gobierno de Jacques Chirac bajo cargos de "manifestaciones violentas organizadas por este movimiento, que tiene como uno de sus objetivos expresados el establecimiento de un nuevo régimen nazi", "la organización paramilitar de esta asociación y sus incitaciones a la discriminación racial".

### LaNouvelle Droitede Alain de Benoist y elClub de l'Horloge

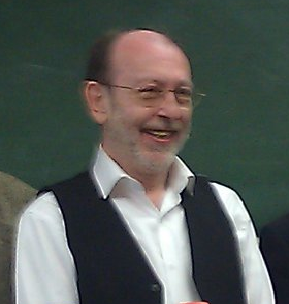
Alain de Benoist.

En la década de 1980, Alain de Benoist teorizó sobre el movimiento de la Nouvelle Droite y creó el GRECE en 1968 junto con el Club de l'Horloge. Defienden una postura etno-nacionalista enfocada en la cultura europea que busca el retorno del paganismo. Algunos miembros del GRECE renunciaron al think tank en la década de 1980, como por ejemplo Pierre Vial que se unió al FN o Guillaume Faye quien dejó la organización en 1986. En 2006, Faye participó en una conferencia en los Estados Unidos organizada por la revista pro-separatismo blanco American Renaissance, publicada por la Fundación Nuevo Siglo.
Alain Benoist ha contribuido ocasionalmente con la revista Mankind Quarterly que insiste en el hereditarianismo y que está asociada con la organización estadounidense Pioneer Fund, dirigida por J. Philippe Rushton, autor de Raza, evolución y comportamiento (1995), que argumenta a favor de una concepción biológica de "raza". El GRECE, así como el Pioneer Fund, están activamente involucrados en el debate sobre "raza e inteligencia", el cual postula que existe un vínculo identificable entre los niveles de inteligencia y los distintos grupos étnicos
El Club de l'Horloge ha sido fundado por Henry de Lesquen, un exmiembro de la conservadora Agrupación por la República, que renunció a este partido en 1984. Otros miembros del Club de l'horloge, como Bruno Mégret, se unieron más tarde al FN tras un corto período en el RPR.

### Ascenso del Frente Nacional en los años 1980
Durante los años 1980, el Frente Nacional logró reunir, bajo el liderazgo de Jean-Marie Le Pen, a la mayoría de tendencias rivales de extrema derecha en Francia, tras una sucesión de divisiones y alianzas con otros partidos menores, durante la década de 1970.

#### Partido de las Nuevas Fuerzas
Uno de estos partidos, el Partido de las Nuevas Fuerzas (PFN) fue un producto del Frente Nacional, surgido de una división en 1973, liderada por Alain Robert y François Brigneau, quienes organizaron primero el Comité faire front antes de fusionarse con el PFN.
El PFN está formado mayormente por antiguos miembros de Nuevo Orden (Ordre nouveau, 1969-1973), quienes se han negado a unirse con el FN desde su creación en 1972. Nuevo Order, disuelto por el ministro del Interior Raymond Marcellin en 1973, fue asimismo sucesor del movimiento Occidente (1964-1968) y del Grupo Unión Defensa (GUD, Groupe union défense).
Cercano a la Tercera posición y a las tesis "nacionalistas revolucionarias", esta tendencia mantiene vínculos con el FN, a pesar de algunas tensiones. El GUD, en particular, ha publicado la revista satírica mensual Alternative con el Frente de la Juventud (Front de la jeunesse), organización juvenil del FN. También ha intentado establecer alianzas con otros partidos de extrema derecha en Europa. Así, Nueva Orden ha organizado la alianza "Una patria para mañana" (Une patrie pour demain), junto con la Falange Española, el Movimiento Social Italiano y el Partido Nacionaldemócrata de Alemania.
Esta estrategia europea fue continuada por el PFN quien lanzó la alianza Euroright, con el MSI, la Fuerza Nueva española y el Partido de Fuerzas Nuevas de Bélgica, para las elecciones del Parlamento europeo de 1989. Liderado por Jean-Louis Tixier-Vignancour, el PFN obtuvo el 1,3% del voto. Este fracaso electoral indujo a Roland Gaucher y a François Brigneau a renunciar al partido y unirse al Frente Nacional de Le Pen.

#### Elecciones presidenciales de 1981
La extrema derecha francesa estuvo dividida en las elecciones presidenciales de 1981, con Pascal Gauchon (PFN) y Le Pen (FN) intentando sin éxito asegurarse las 500 firmas necesarias para presentarse como candidatos. François Mitterrand (Partido Socialista) ganó estas elecciones, compitiendo contra Jacques Chirac (Agrupación por la República, RPR).

#### Elecciones de 1983 y ascenso
Estas derrotas electorales y consecutivas indujeron a la extrema derecha a unificarse. En 1983, el FN logró su primer logro electoral al tomar el control del pueblo de Dreux. Jean-Pierre Stirbois, quien se había presentado en la lista municipal del FN, obtuvo el 17% de los votos en la primera vuelta. En la segunda vuelta, unió su lista con la de Jacques Chirac (liderada por Jean Hieaux), lo que permitió a la derecha vencer en conjunto a la izquierda. Chirac apoyó la alianza con la extrema derecha al afirmar que el Partido Socialista, aliado con el Partido Comunista, en el gobierno no tenía ninguna lección que dar al respecto.
Este primer logro electoral fue confirmado en las elecciones europeas de 1984, donde el FN obtuvo el 10% de los votos. Dos años más tarde, el FN obtuvo 35 escaños (cerca del 10% de los votos) en las elecciones legislativas francesas, bajo la apelación a la "Concentración nacional", que incluyó al monarquista Georges-Paul Wagner; sin embargo, las disputas internas continuar dividiendo a la extrema derecha. Tras las elecciones de 1986 que colocaron a Jacques Chirac como Primer ministro, algunos políticos de línea dura al interior del FN se separaron y crearon el Partido Nacionalista francés y europeo (PNFE, Parti Nationaliste Français et Européen), junto con los miembros del FANE de la Tercera posición de Mark Frederiksen. En 1990, estos miembros del nuevo partido PNFE fueron procesados por haber profanado un cementerio de judíos en Carpentras.

#### Separación de Mégret y elecciones de 2002

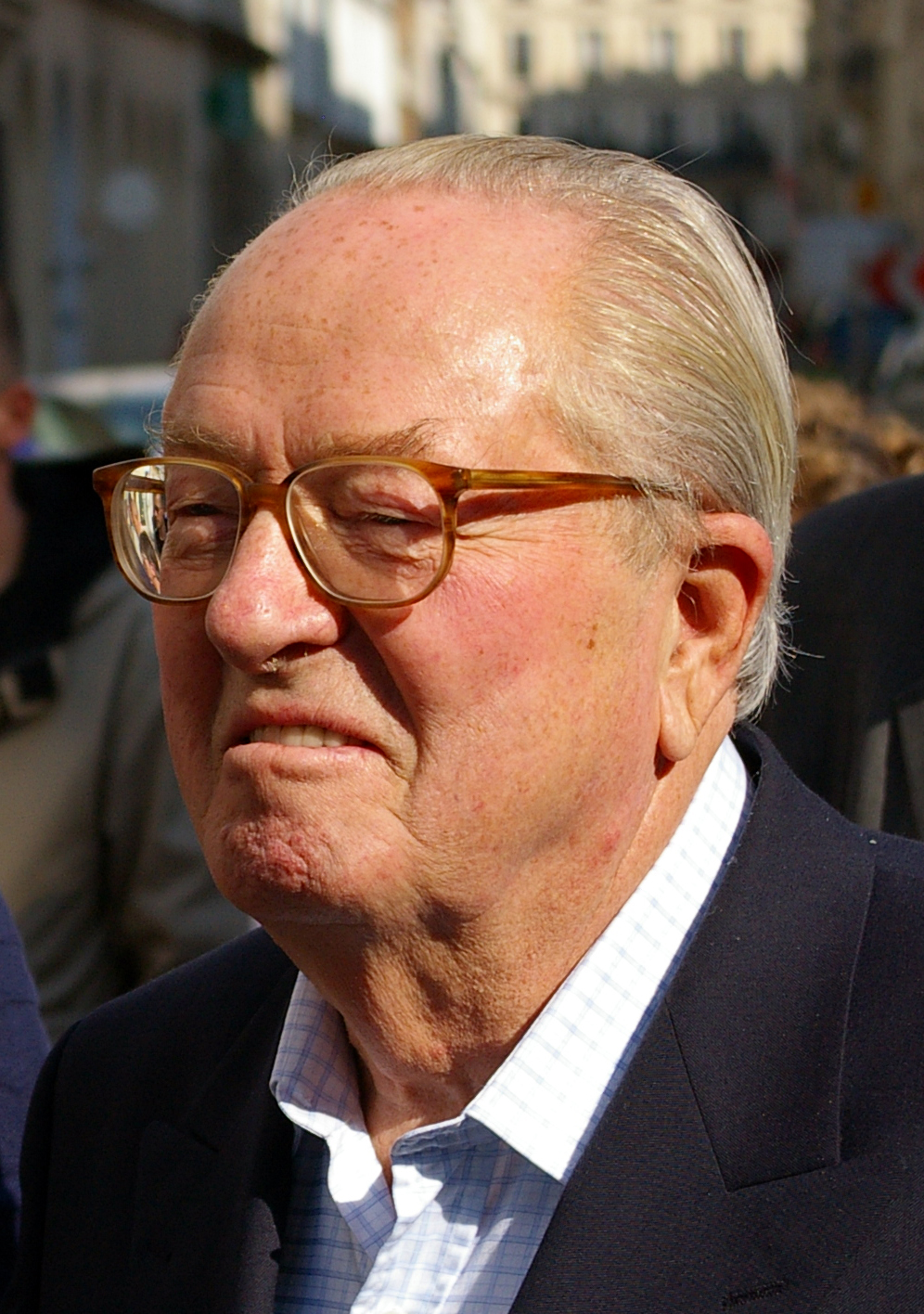
Jean-Marie Le Pen, presidente del Frente Nacional, condenado en 1997 por afirmar que las cámaras de gas fueron un «detalle de la historia».

La separación más importante fue la protagonizada por Bruno Mégret en 1999, quien se llevó con él a muchos miembros electos del FN y el grupo electoral, para crear el Movimiento Nacional Republicano (MNR); sin embargo, de cara a las elecciones legislativas de 2007, aceptó el apoyo de la candidatura de Le Pen para la elección presidencial.
Durante estas elecciones presidenciales, Jean-Marie Le Pen solo alcanzó el 10,4% comparado con el sorprendente 16,9% que consiguió en 2002. En la segunda vuelta de esta última elección presidencial, Le Pen obtuvo el 17,79% contra el 82,21% de Jacques Chirac (Agrupación por la República, RPR).
Con solo el 1,85% en la segunda vuelta de las elecciones legislativas de 2002, el FN falló en obtener algún escaño en la Asamblea Nacional. En las elecciones presidenciales de 2007, Le Pen quedó en cuarto lugar, con el 10,4% de los votos en la primera vuelta, detrás de Nicolas Sarkozy, Ségolène Royal y François Bayrou. Philippe de Villiers, candidato católico tradicionalista del Movimiento por Francia (con presencia, especialmente, en la región tradicionalista de Vandea), quedó en sexto lugar, con el 2,23% del voto.
Este fracaso electoral del FN fue confirmado en las elecciones legislativas de 2007, en las cuales obtuvo solo el 0,08% de los votos en la segunda vuelta y, por tanto, ningún escaño en la Asamblea Nacional.

#### Sucesión de Le Pen
Estas derrotas electorales que contrastaban con el alto porcentaje de votación obtenido en las elecciones presidenciales han ocasionado problemas financieros al FN, por lo que se ha visto forzado a vender su oficina central, el Paquebot en Saint-Cloud. En 2008, Le Pen anunció que no postularía en las elecciones presidenciales, dejando la vía libre para que tomara el control del FN, o bien su hija Marine Le Pen (a quien prefiere) o bien Bruno Gollnisch. Este último ha sido condenado en enero de 2007 por negacionismo del Holocausto, mientras que Marine Le Pen intentó seguir una estrategia más suave para dar al FN una imagen más "respetable".

### Otros grupos menores
Otros grupos menores que están o han estado activos en la Quinta República incluyen:
- Unidad Radical (uno de sus miembros, Maxime Brunerie, intentó asesinar al presidente Jacques Chirac en 2002)
- Bloque Identitario, un heredero de la Unidad Radical, disuelto tras el intento de asesinato de Brunerie, que organizó los denominados "sopas identitarias" ("soupes identitaires") que son "sopas populares" con cerdo para excluir de entre ellos a judíos y musulmanes.
- Partido Nacionalista Francés y Europeo (PNFE), un grupo nacionalista europeo, con el cual Brunerie también estuvo asociado.
- Partido de las Fuerzas Nuevas, una facción temprana anti-Le Pen del Frente Nacional.
- Red Radical, un grupo de estudio.
- Tercera Vía, un movimiento de tercera posición con vínculos con el movimiento estudiantil de extrema derecha Groupe Union Défense.